# Сімода Такасі
Сімода Такасі (яп. 下田 崇, нар. 28 листопада 1975, Хіросіма) — японський футболіст.

## Виступи за збірну
1999 року дебютував в офіційних матчах у складі національної збірної Японії. Відтоді провів у формі головної команди країни 1 матчі.

## Статистика виступів
| Збірна Японії | Збірна Японії | Збірна Японії |
| Роки          | Ігри          | голи          |
| ------------- | ------------- | ------------- |
| 1999          | 1             | 0             |
| Усього        | 1             | 0             |

## Титули і досягнення
- У складі збірної:
  - Чемпіон Азії: 2000
- У складі клубів:
  - Володар Суперкубка Японії: 2008